# Nowa Wieś Głubczycka
Nowa Wieś Głubczycka  (deutsch Neudorf) ist eine Ortschaft in Oberschlesien. Der Ort liegt in der Gmina Głubczyce im Powiat Głubczycki in der Woiwodschaft Oppeln in Polen.

## Geographie

### Geographische Lage
Das Straßendorf Nowa Wieś Głubczycka liegt sieben Kilometer südöstlich der Kreisstadt und des Gemeindesitzes Głubczyce (Leobschütz) sowie 70 Kilometer südlich der Woiwodschaftshauptstadt Opole (Oppeln). Der Ort liegt in der Nizina Śląska (Schlesische Tiefebene) innerhalb der Płaskowyż Głubczycki (Leobschützer Lößhügelland). Das Dorf liegt an der Złotnik.

### Nachbarorte
Nachbarorte von Nowa Wieś Głubczycka sind im Westen Bogdanowice (Badewitz) im Nordosten Bernacice Górne (Wernersdorf (Bahnhof)).

## Geschichte

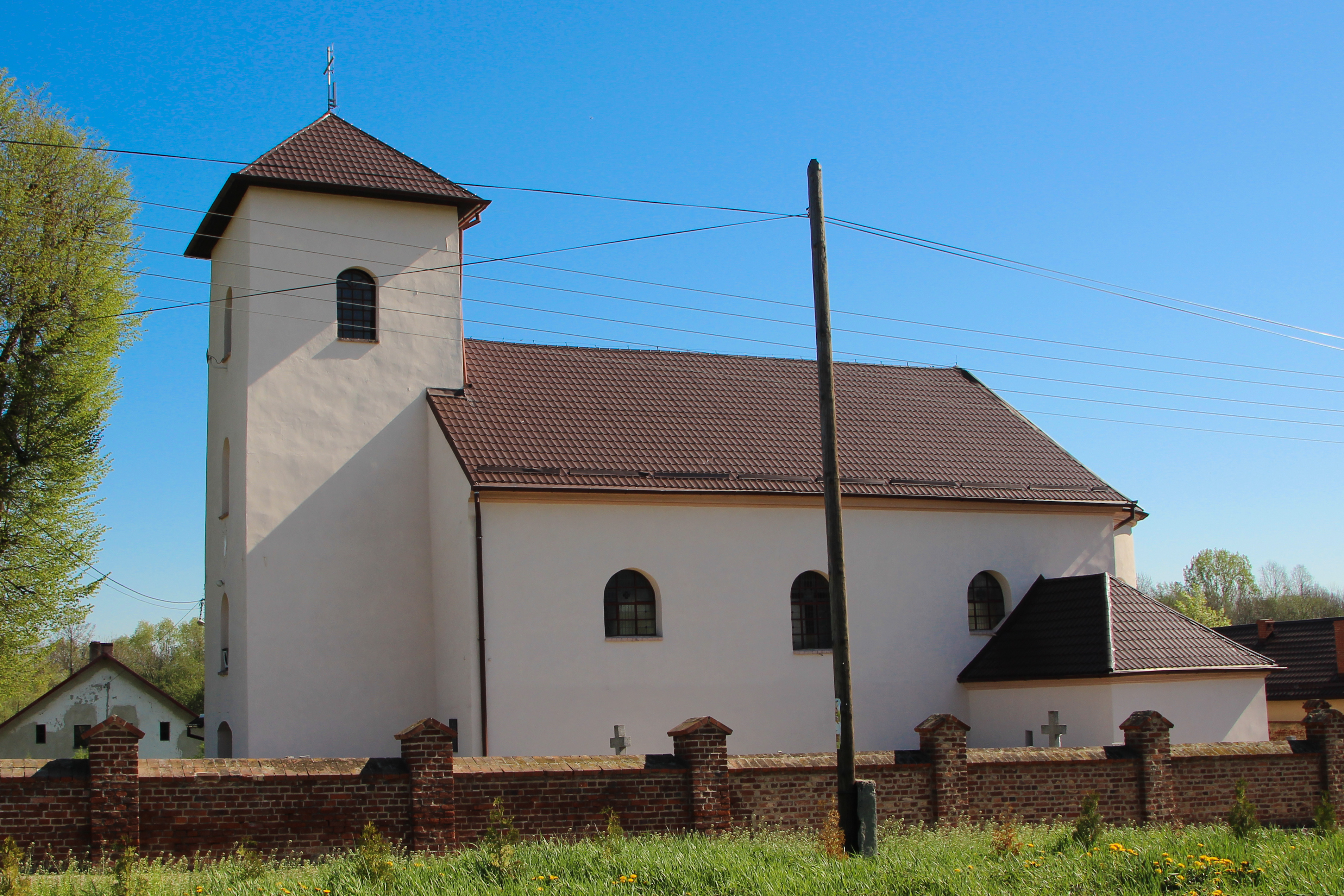
Allerheiligenkirche

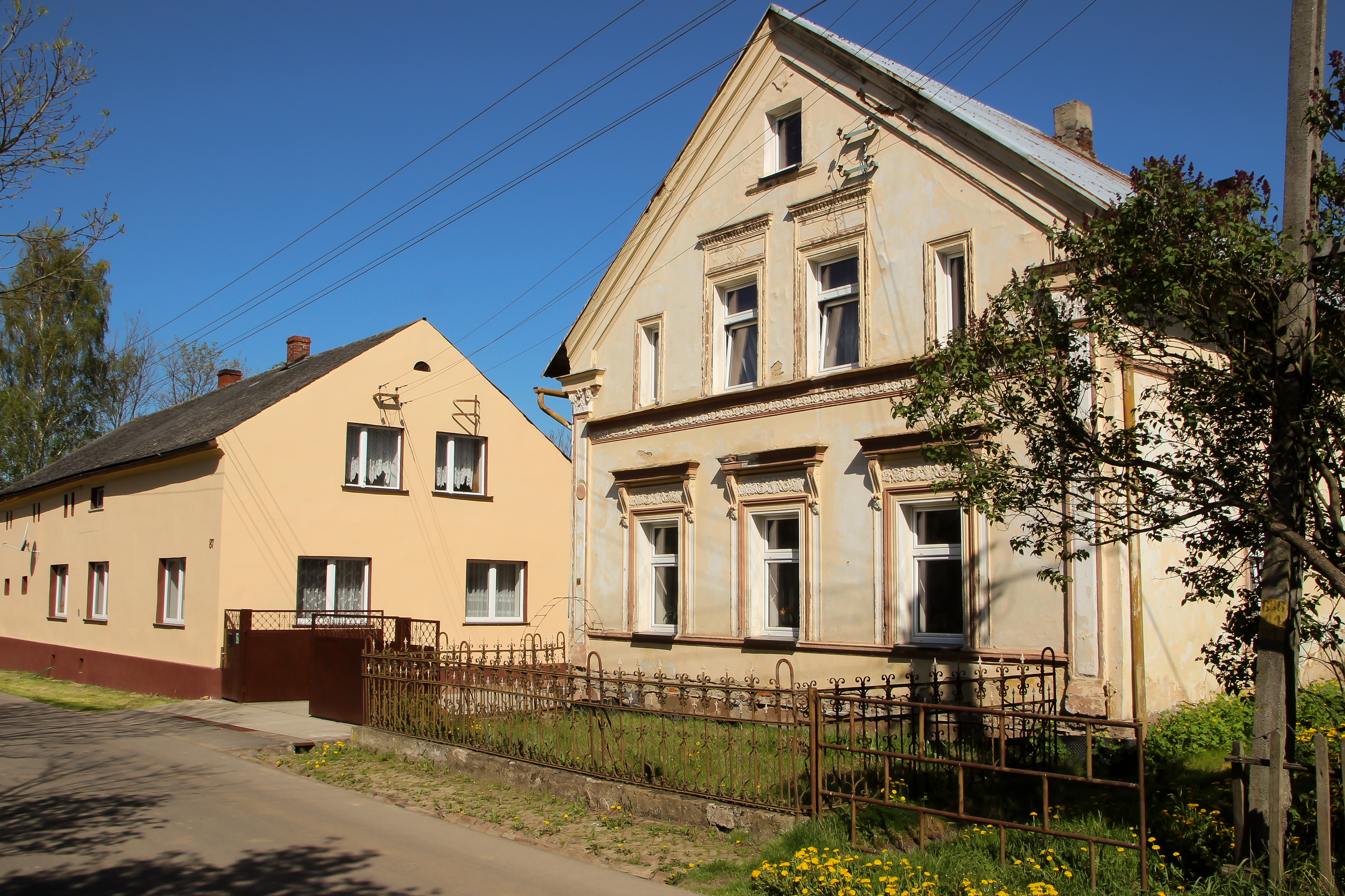
Bauernhaus

Der Ort Neudorf wurde 1353 erstmals erwähnt. Der Ort entstand vermutlich im 13. Jahrhundert als deutsche Gründung durch die Welehrader Zisterzienser.
1632 wurde im Ort eine hölzerne Kirche erwähnt. Nach dem Ersten Schlesischen Krieg 1742 fiel Neudorf mit dem größten Teil Schlesiens an Preußen. Im Jahr 1781 wurde die steinerne katholische Allerheiligenkirche erbaut. 1797 wurde in Neudorf eine katholische Schule eingerichtet.
Nach der Neuorganisation der Provinz Schlesien gehörte die Landgemeinde Neudorf ab 1816 zum Landkreis Leobschütz im Regierungsbezirk Oppeln. 1817 erhielt die katholische Schule ein neues steinernes Schulgebäude. 1845 bestanden im Dorf eine katholische Schule, eine katholische Schule, eine Windmühle, zwei Wassermühlen, ein Vorwerk und 102 Häuser. Im gleichen Jahr lebten in Neudorf 523 Menschen, davon 121 evangelisch. 1861 zählte Neudorf 585 Einwohner. 1873 wurde im Ort eine evangelische Schule eingerichtet. 1874 wurde der Amtsbezirk Wernersdorf gegründet, welcher die Landgemeinden Badewitz, Neudorf und Wernersdorf und der Gutsbezirk Badewitz umfasste. 1888 erhielt der Ort eine Posthilfsstelle. 1893 wurden die Dorfstraßen gepflastert.
Bei der Volksabstimmung in Oberschlesien am 20. März 1921 stimmten in Neudorf 429 Personen für einen Verbleib bei Deutschland und 1 für Polen. Neudorf verblieb wie der gesamte Stimmkreis Leobschütz beim Deutschen Reich. 1933 zählte der Ort 502 Einwohner, 1939 wiederum 464. Bis 1945 gehörte der Ort zum Landkreis Leobschütz. Am 18. März flohen die letzten Bewohner aus Neudorf vor der heranrückenden Roten Armee. Am 22. März besetzten russischen Truppen den Ort.
1945 kam der bisher deutsche Ort unter polnische Verwaltung, wurde in Nowa Wieś Głubczycka umbenannt und der Woiwodschaft Schlesien angeschlossen. Im Mai 1946 kehrte ein Großteil der Dorfbevölkerung zurück nach Neudorf. Am 26. Juli 1946 wurden die Deutschen aus Neudorf vertrieben und kamen in den Landkreis Hameln. 1950 wurde Nowa Wieś Głubczycka der Woiwodschaft Oppeln zugeteilt. 1999 wurde es Teil des wiedergegründeten Powiat Głubczycki.

## Sehenswürdigkeiten
- Die römisch-katholische Allerheiligenkirche (poln. Kościół Wszystkich Świętych) wurde 1761 auf den Fundamenten des ehemaligen Gutshof erbaut. Bereits 1672 wurde eine hölzerne Kirche im Ort erwähnt.  Die Kirche steht seit 1966 unter Denkmalschutz.[8]
- Steinernes Wegekreuz
- Gedenkstein für Papst Johannes Paul II.

## Vereine
- Freiwillige Feuerwehr OPS Nowa Wieś Głubczycka